# Muppet Show (televíziós sorozat, 1976)
A Muppet Show vagy a Breki és a többiek (angol cím: The Muppet Show) egy amerikai–angol szórakoztató bábsorozat, amelynek alkotója Jim Henson. A sorozat főszereplője Breki, a béka és társulata A Muppetek. A sorozat öt évadból, illetve 120 epizódból állt.
Jim Henson és feleségének bábfigurái az ötvenes évek közepe óta szerepeltek amerikai tévéműsorokban. Az évtizedek során számos műsorban tűntek fel, melyek közül a legismertebb a Sesame Street (Szezám utca) című sorozat.
Angliában az 1970-es években született meg a Muppet Show, amelyet mintegy száz országban mutattak be.

## Rövid tartalom
A félórás epizódok helyszíne egy színház, ahol Breki szinte reménytelenül vezeti a különféle fegyelmezetlen, bolondos állatokból és szörnyecskékből álló trupot. Miss Röfi féltékenységi jeleneteket rendez, Topi maci szellemtelen vicceket mond, a kellékes folyton téveszt, egy páholyban két idegbeteg öregúr pedig kitartóan szapulja a műsort.
Minden epizódnak van egy élő sztárvendége is.

## Szereplők
| Szereplő               | Eredeti hang | Magyar hang                               | Magyar hang               |
| Szereplő               | Eredeti hang | MTV szinkron, 1979-1985                   | Filmmúzeum szinkron, 2003 |
| ---------------------- | ------------ | ----------------------------------------- | ------------------------- |
| Breki                  | Jim Henson   | Mikó István                               | Mikó István               |
| Miss Röfi              | Frank Oz     | Hacser Józsa                              | Kocsis Mariann            |
| Topi maci              | Frank Oz     | Szombathy Gyula                           | Szombathy Gyula           |
| Állat                  | Frank Oz     | Kézdy György                              | ?                         |
| Sam, a sas             | Frank Oz     | Basilides Zoltán                          | Uri István                |
| Gonzo                  | Dave Goelz   | Verebes István (5 részben) Verebély Iván  | Csík Csaba Krisztián      |
| Dr. Bunsen Honeydew    | Dave Goelz   | Miklósy György                            | Tóth Roland               |
| Zoot                   | Dave Goelz   | Szatmári István                           | Végh Ferenc               |
| Rolf                   | Jim Henson   | Gruber Hugó                               | Bácskai János             |
| Dr. Teeth              | Jim Henson   | Elekes Pál                                | ?                         |
| Waldorf                | Jim Henson   | Szoó György                               | Dobránszky Zoltán         |
| Svéd séf               | Jim Henson   | Buss Gyula                                | Kapácsy Miklós            |
| Link Hogthrob          | Jim Henson   | Verebes Károly                            | Imre István               |
| Statler                | Richard Hunt | Suka Sándor (5 részben) Tyll Attila       | Versényi László           |
| Lóti-futi              | Richard Hunt | Gyurkó Henrik (5 részben) Szerednyey Béla | Crespo Rodrigo            |
| Janice                 | Richard Hunt | Schubert Éva                              | Ullmann Zsuzsa            |
| Floyd Pepper           | Jerry Nelson | Helyey László                             | Wohlmuth István           |
| Dr. Julius Strangepork | Jerry Nelson | Rátonyi Róbert                            | Végh Ferenc               |
| Hilda (1. évadban)     | Eren Ozker   | Komlós Juci                               | Gyimesi Pálma             |
| Felolvasó              | Felolvasó    | Mohai Gábor                               | Tóth G. Zoltán            |

- Sztárvendégek hangjai (1. magyar változatban): Csernák János (Christopher Reeve), Csongrádi Kata (Lorene Yarnell), Farády István (John Denver), Farkas Zsuzsa (Juliet Prowse), Felföldi Anikó (Shirley Bassey), Földi Teri (Glenda Jackson), Forgács Péter (Arlo Guthrie), Gábor Miklós (Gene Kelly), Görbe Nóra (Lola Falana), Gyabronka József (Dudley Moore), Hámori Ildikó (Linda Lavin), Hernádi Judit (Cleo Laine), Kaló Flórián (Bruce Forsyth), Képessy József (Peter Ustinov), Kézdy György (Marty Feldman), Kovács Nóra (Raquel Welch), Madaras József (Harry Belafonte), Málnai Zsuzsa (Anne Murray), Márton András (Doug Henning), Pap Vera (Diana Ross), Rubold Ödön (Robert Shields), Ruttkai Éva (Beverly Sills), Simorjay Emese (Cheryl Ladd), Sunyovszky Szilvia (Loretta Lynn), Szacsvay László (Joel Grey), Tahi Tóth László (Danny Kaye), Vajda László (Avery Schreiber), Versényi László (Andy Williams), Voith Ági (Liza Minnelli)
- Sztárvendégek hangjai (2. magyar változatban): Andresz Kati, Barbinek Péter, Bognár Tamás, Bolla Róbert (Alice Cooper), Csondor Kata, Garai Róbert (Dizzy Gillespie), Gruber Hugó (Peter Ustinov), Háda János (Dudley Moore), Holl Nándor, Izsóf Vilmos (Gene Kelly és Bob Hope), Juhász György, Kisfalvi Krisztina, Láng József (Roger Moore), Rosta Sándor, Simonyi Piroska (Brooke Shields), Spilák Klára (Liza Minnelli), Várkonyi András
- További Muppetek hangjai (1. magyar változatban): Farkas Antal, Gálvölgyi János, Horkai János, Petrik József, Somogyi Péter, Székhelyi József, Szuhay Balázs, Vay Ilus, Végvári Tamás, Zsurzs Kati
- További Muppetek hangjai (2. magyar változatban): Bókai Mária, Illyés Mari, Melis Gábor, Moser Károly, Némedi Mari, Varga Tamás

## További információk

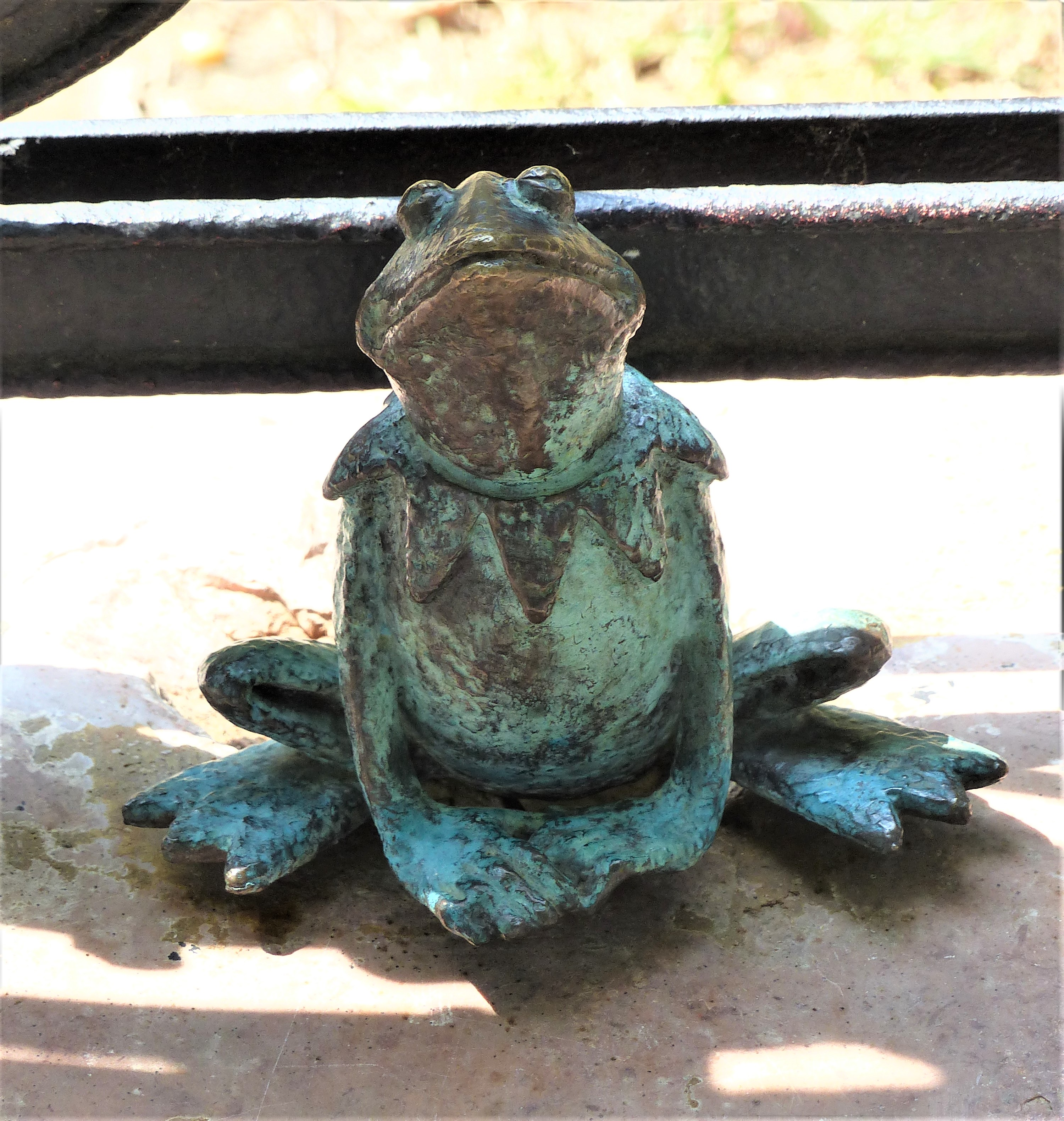
Breki